# Tendon conjoint
Le tendon conjoint (ou faux inguinale) est une structure fibreuse et musculaire constituée de la réunion des terminaisons inférieures des muscles oblique interne et transverse de l'abdomen. 

## Structure
Le tendon conjoint est constitué des fibres inférieures muscles transverse en arrière et oblique interne de l'abdomen en avant. Sa partie terminale est purement tendineuse.
Il passe au-dessus et en arrière du cordon spermatique chez l'homme et du ligament rond de l'utérus chez la femme.
Il forme un arc au-dessus du canal inguinal et en forme la partie médiale de sa paroi postérieure.
Il se termine en avant du muscle droit de l'abdomen en se fixant sur le tubercule pubien et via le ligament lacunaire au pecten du pubis.

## Fonction
Le tendon conjoint a un rôle de renforcement de la paroi abdominale au niveau du canal inguinal.

## Aspect clinique
Un affaiblissement du tendon conjoint peut entraîner une hernie inguinale directe.